# Dubina (Zruč nad Sázavou)
Dubina (německy Eichendorf) je část města Zruč nad Sázavou v okrese Kutná Hora. Nachází se asi dva kilometry severovýchodně od Zruče nad Sázavou. Protéká tu Dubinský potok. Dubina leží v katastrálním území Zruč nad Sázavou o výměře 9,83 km².

## Historie
První písemná zmínka o vesnici pochází z roku 1787.

## Fotogalerie

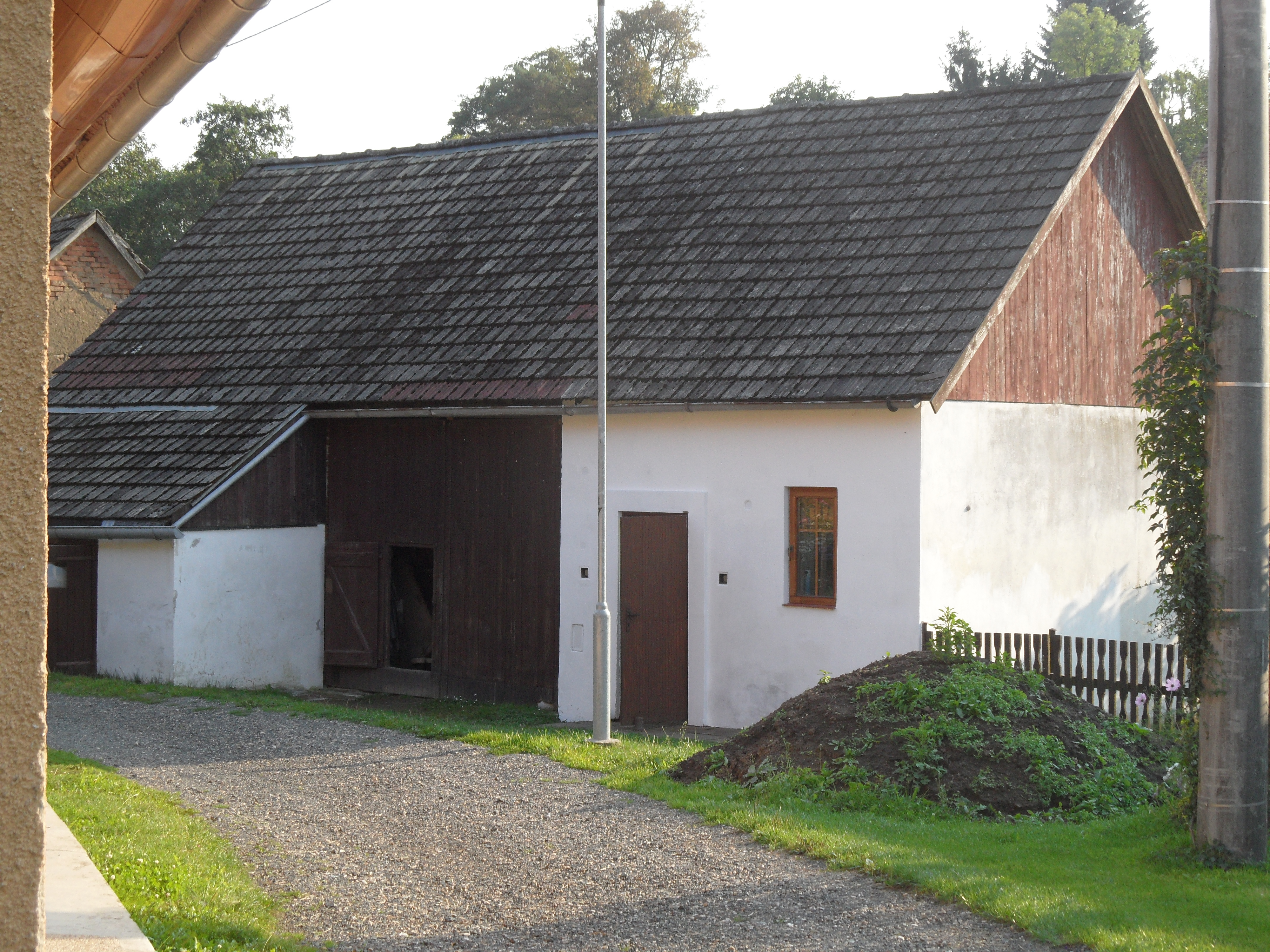
Venkovská usedlost
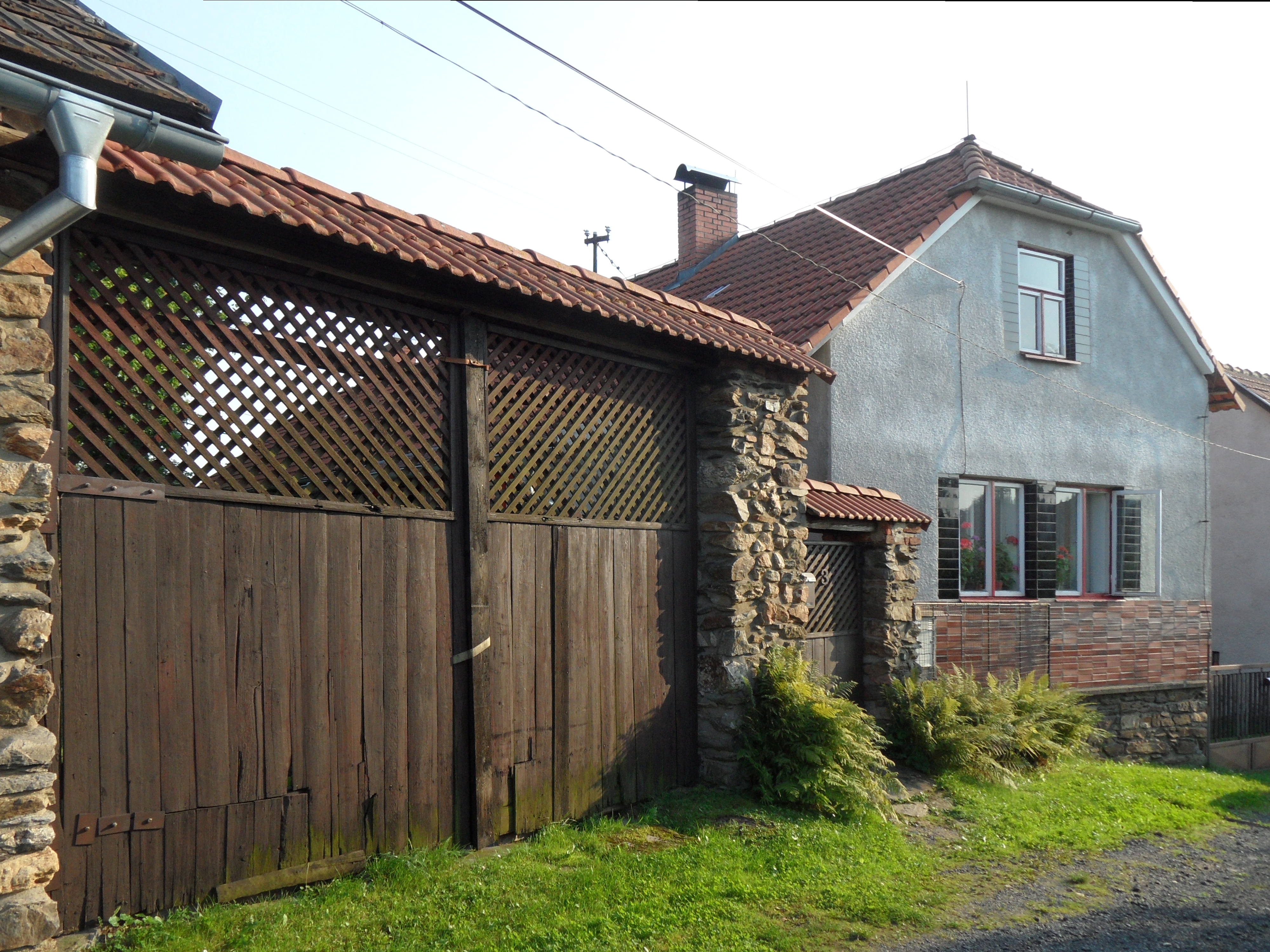
Dům s bránou
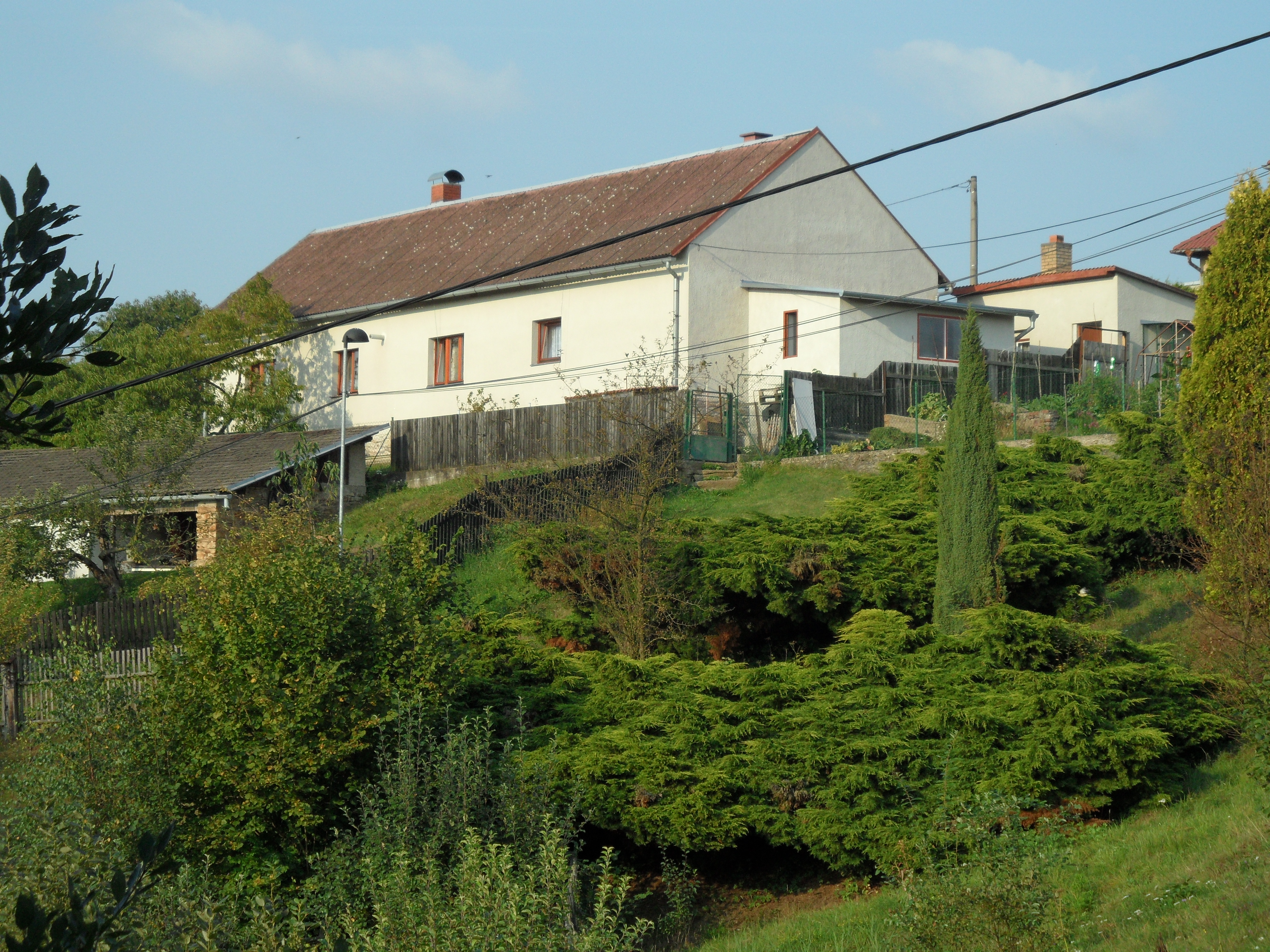
Dům na svahu
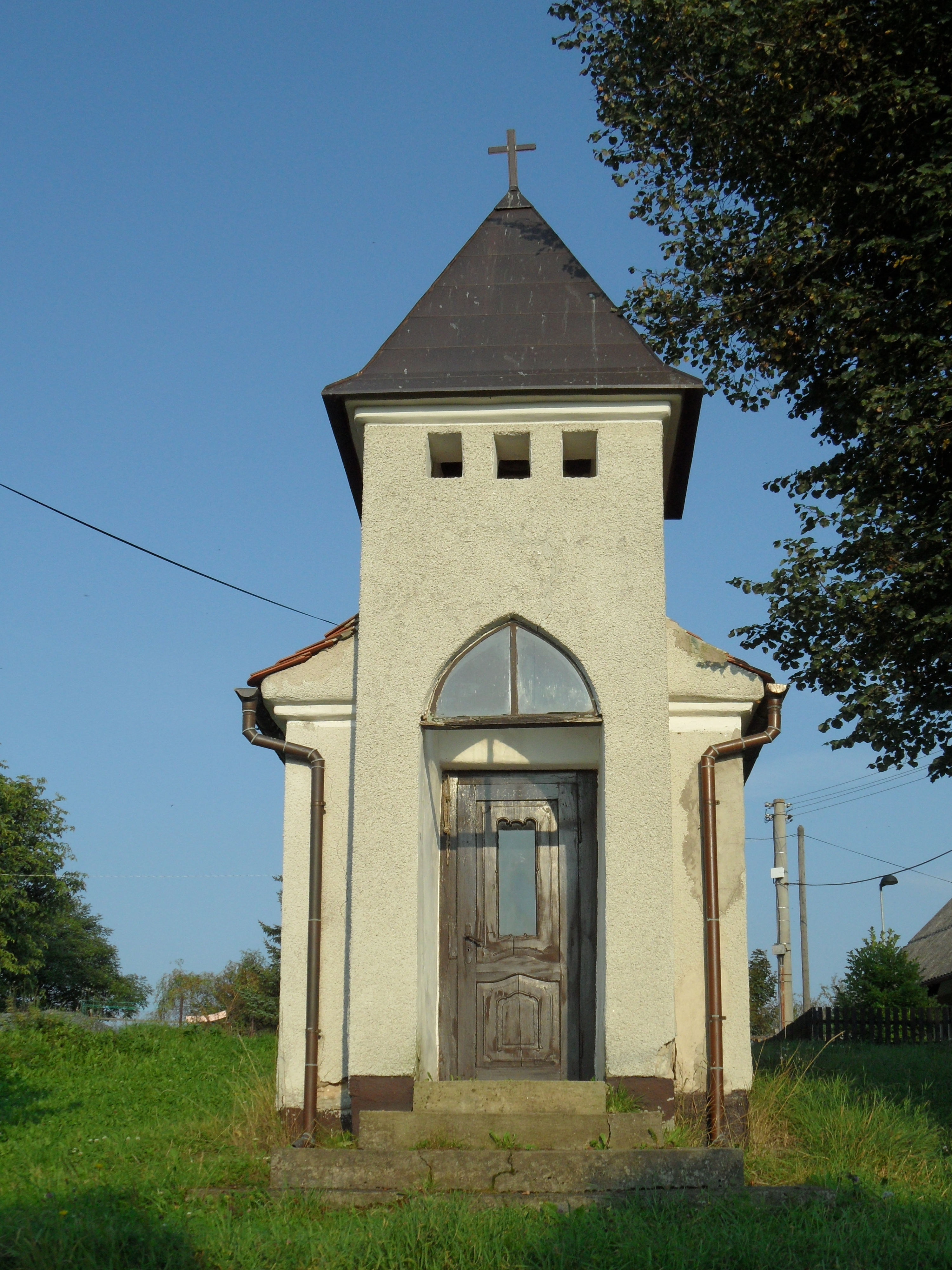
Kaplička na kopci